# ALH 84001
ALH 84001 (Allan Hills 84001) est le nom donné à un fragment de météorite, probablement une météorite martienne.
En 1996, un groupe de scientifiques dirigés par David S. McKay (en) a publié dans la revue Science l'observation que certaines structures observées dans la météorite ressemblaient à des fossiles microscopiques de bactéries, et suggéré que ces organismes provenaient également de Mars. Cette nouvelle a immédiatement fait la une des journaux dans le monde entier, jusqu'à ce que le président américain Bill Clinton l'annonce lui-même à la
télévision. Elle a déclenché une intense controverse, et une grande partie de la communauté scientifique a finalement rejeté cette hypothèse : toutes les caractéristiques inhabituelles de la météorite peuvent être expliquées sans imaginer qu'elles témoignent de la présence de vie.

## Histoire
Elle a été découverte le 27 décembre 1984 en Antarctique, dans les collines d'Allan, situées à l'extrémité de la chaîne Transantarctique dans la région de la terre Victoria, lors d'une expédition de recherche de météorites du programme ANSMET. Lors de sa découverte, sa masse était de 1,93 kg.

## Formation
Selon la NASA, elle a été formée sur Mars, à partir de lave fondue, il y a environ 4 milliards d'années, puis, lors d'une collision avec une météorite, il y a 15 millions d'années, a été éjectée de la surface de Mars pour finalement atteindre la Terre il y a environ 13 000 ans.

## Structures prétendument exobiologiques
Le 6 août 1996, une équipe de chercheurs dirigée par des scientifiques de la NASA, dont l'auteur principal David S. McKay (en), annonce que la météorite pourrait contenir des traces de vie provenant de Mars,. Cette découverte est publiée quelques jours plus tard dans la revue Science. Les structures observées au microscope électronique à balayage sont interprétées comme des fossiles de formes de vie semblables à des bactéries. Elles ont un diamètre de 20 à 100 nanomètres, une taille similaire à celle des hypothétiques nanobactéries,,, mais plus petite que toute forme de vie cellulaire connue au moment de leur découverte. Si ces structures avaient été des formes de vie fossilisées, comme le suggérait l'hypothèse dite biogénique de leur formation, elles auraient constitué la première preuve tangible de l'existence d'une vie extraterrestre.
L'annonce d'une possible vie extraterrestre a suscité une controverse considérable. Lorsque la découverte a été annoncée, beaucoup ont immédiatement émis l'hypothèse que les fossiles constituaient la première preuve tangible d'une vie extraterrestre, ce qui a fait la une des journaux dans le monde entier. Le président des États-Unis, Bill Clinton, annonce cette découverte à la télévision,.

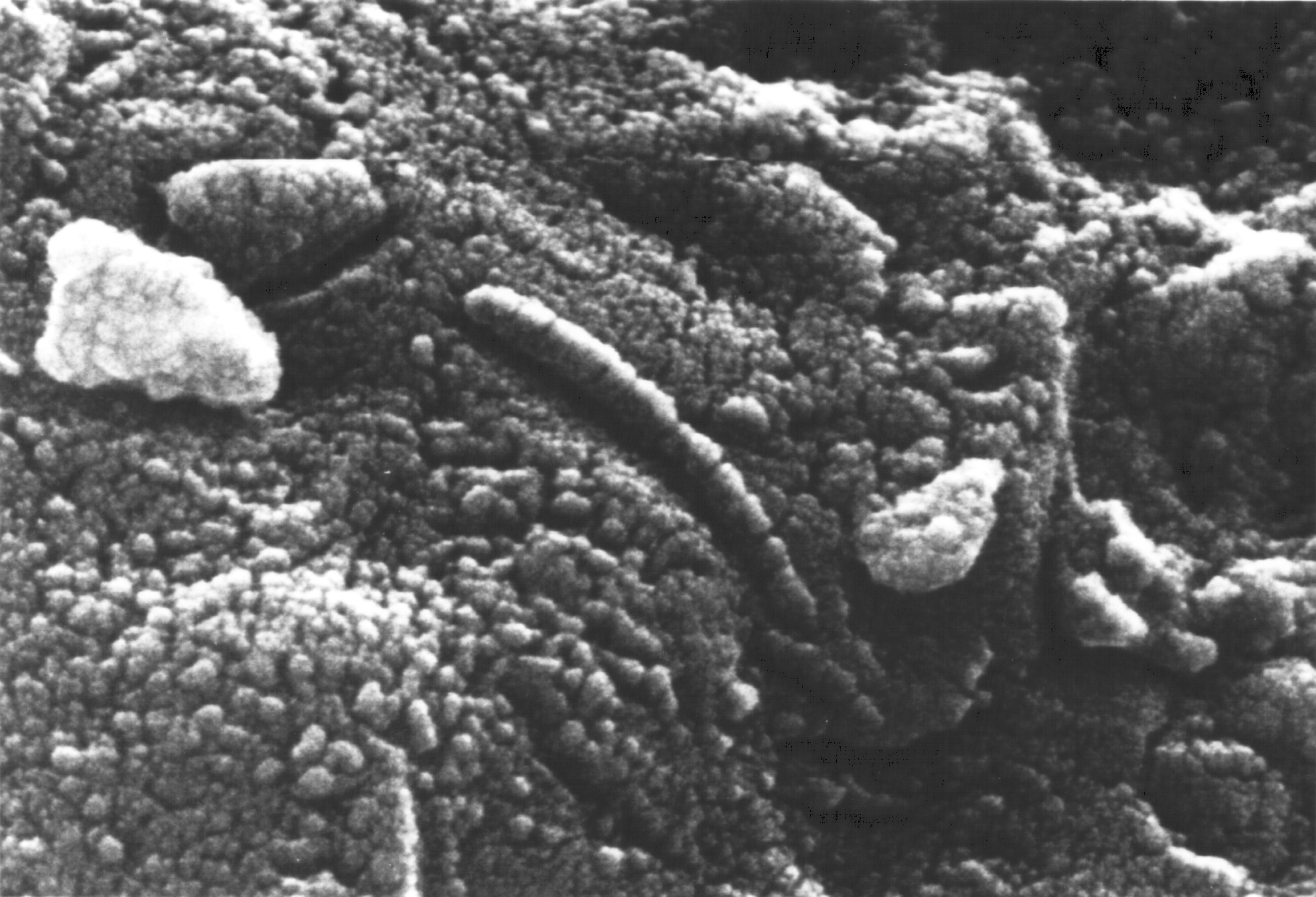
Fragment de la météorite ALH84001 révélant par microscopie électronique à balayage des structures évoquant des grains de magnétite alignés à la façon de magnétosomes de bactéries magnétotactiques, ce qui a été par la suite réfuté.

McKay fait valoir que la contamination microbienne terrestre probable trouvée dans d'autres météorites martiennes ne ressemble pas aux formes microscopiques présentes dans ALH 84001. En particulier, les formes présentes dans ALH 84001 semblent s'être développées ou incrustées dans le matériau indigène, ce qui exclut une contamination. Cependant, des caractéristiques similaires ont été recréées en laboratoire sans apport biologique par une équipe dirigée par D.C. Golden. McKay conteste cette analyse, contre l'avis de la communauté scientifique. Des analyses ultérieures soulignent en effet la probabilité élevée qu'il ne s'agisse que d'une contamination par des matériaux biologiques terrestres, des analyses plus poussées sur les HAP révélant même l'influence directe du milieu environnant la météorite. En septembre 2009, les auteurs de la première annonce réfutent les objections qui avaient été formulées quant à l'origine exobiologique des structures et composés chimiques identifiés dans la météorite ALH84001.
En janvier 2010, McKay fait valoir que l'hypothèse biogénique est renforcée par la découverte d'une quantité trois fois supérieure de données fossiles, y compris davantage de « biomorphes » (fossiles martiens présumés), à l'intérieur de deux météorites martiennes supplémentaires, ainsi que d'autres preuves dans d'autres parties de la météorite Allan Hills elle-même. Cependant, de nombreux scientifiques soulignent que la morphologie seule ne peut être utilisée sans ambiguïté comme outil de détection d'une vie primitive.  Son interprétation est notoirement subjective et sujette à erreur.
Une étude ultérieure réalisée en janvier 2022 a conclu que l'ALH 84001 ne contenait pas de traces de vie martienne ; les molécules organiques découvertes se sont avérées être associées à des processus abiotiques (à savoir « des réactions de serpentinisation et de carbonatation qui se sont produites lors de l'altération aqueuse de la roche basaltique par des fluides hydrothermaux ») qui ont eu lieu sur Mars il y a 4 milliards d'années.

## Impact
Bien qu'il n'apporte aucune indication de la présence de vie sur Mars, l'article initial et l'énorme attention scientifique et publique qu'il a suscitée sont considérés comme des tournants dans l'histoire du développement de la science de l'astrobiologie.
L’opération de communication autour d'ALH 84001 a permis malgré tout à la NASA d’assurer ses budgets d’exploration spatiale,,,, et motivé en partie le lancement de son programme d'astrobiologie, le NASA Astrobiology Institute.
Quelques années plus tard, elle annonce à nouveau la découverte d'une vie extraterrestre sous la forme d'une bactérie, GFAJ-1, qui s'avère finalement plus ordinaire que cela n'avait été annoncé,.